# Districto Industrial Militar
Le Districto Industrial Militar est le nom actuel des Arsenaux mexicains. Ses clients sont la police mexicaine. La principale usine est la Fabrique nationale d'armes de Mexico, ouverte peu avant la révolution mexicaine. Elle a ainsi obtenu des licences de production de Mauser (Mauser mexicains), d'Heckler & Koch (HK P7, MP5,HK MSG-90,  HK 21) mais fabriqua aussi des armes de conception purement mexicaine. Le DIM a enfin assemblé des FN FAL.